# Levocardia
Levocardia refere-se a localização, normal, do coração humano, no lado esquerdo do tórax. Ou seja, a ponta do coração - ápex - fica localizada na parte esquerda do peito.